# Courtney Jones (patinage artistique)
Pour les articles homonymes, voir Courtney Jones.
Courtney John Lyndhurst Jones, OBE, né le 30 avril 1933, est un danseur sur glace britannique.

## Biographie

### Carrière sportive
Avec sa partenaire June Markham, il est champion du monde et champion d'Europe en 1957 et 1958. Avec sa partenaire Doreen Denny, il est champion du monde de 1959 et 1960 et champion d'Europe 1959-1961. 
Jones et Peri Horne ont créé les figures imposées "Starlight Waltz" et "Silver Samba". 

### Reconversion
Il est décoré de l'Ordre de l'Empire britannique en 1980. 
Il est membre du Conseil de l'Union internationale de patinage  et ancien président de la National Ice Skating Association. Il a été intronisé au Hall of Fame du patinage artistique mondial en 1986.

## Palmarès
Avec deux partenaires :
- June Markham (3 saisons : 1956-1958)
- Doreen Denny (3 saisons : 1959-1961)

| Compétition                                                                                            | 1956 | 1957 | 1958 |  | 1959 | 1960 | 1961 |
| Championnats du monde                                                                                  | 2e   | 1er  | 1er  |  | 1er  | 1er  | CA   |
| Championnats d'Europe                                                                                  | 2e   | 1er  | 1er  |  | 1er  | 1er  | 1er  |
| Championnats de Grande-Bretagne                                                                        | 2e   | 1er  | 1er  |  | 1er  | 1er  | 1er  |
| Légende : CA = Championnats du monde 1961 annulés à cause de la catastrophe aérienne du vol 548 Sabena |      |      |      |  |      |      |      |